# Белоповстанческая армия
Белоповста́нческая а́рмия — крупное воинское формирование Приамурского Временного правительства белого движения времён Гражданской войны в России, созданное в 1921 году из остатков частей Белых Армий Восточного фронта -
семёновско-каппелевских войск и действовавшее на территории Дальнего Востока, в Приамурье и Приморье в период с 1921 года по 1922 год.

## Предыстория и история формирования
26 мая 1921 года со свержением во Владивостоке белыми повстанцами правительства Приморской Земской Управы во главе с большевиком В. Г. Антоновым, было учреждено Приамурское государственное образование. Власть вскоре была передана Съезду Несоциалистических Организаций Дальнего Востока, который избрал Временное Приамурское Правительство. Временное Приамурское правительство в считанные дни учредило собственные вооруженные силы, основу которых составили части Дальневосточной армии, ранее входившие в армии генерала В. О. Каппеля и атамана Г. М. Семёнова. Всестороннюю поддержку государственному новообразованию оказывали США и Япония, последняя же оказывала и военную помощь за счёт расквартированных в Приморье в период интервенции японских войск. Главнокомандующим вооруженными силами 31 мая 1921 года был назначен генерал Вержбицкий Г. А.. В тот момент впервые в российской историографии появляется наименование Белоповстанческая армия, части которой стали основой сформированных вооруженных сил. Во главе армии, собранной частично из частей Гродековской группы войск (впоследствии — 2 корпус генерала Смолина И. Е.) стал генерал-майор Викторин Молчанов. Официально факт существования армии был признан только в ноябре 1921 года.

## Состав
В состав Белоповстанческой армии В. М. Молчанова по данным на ноябрь 1921 года входили:
- 3 Стрелковый корпус (около 4200 штыков и 1770 сабель) генерал-майора Молчанова В. М.; с его
- 1 стрелковой бригадой (полковник Глудкин П. Е., 25.05.1921-15.05.1922; генерал-майор Вишневский Е. К., 15.05-25.10.1922); и её 1 Егерский полк, 2 Уральский стрелковый полк (полковник Гампер В. В.), 1 Конно-Егерский полк (полковник Враштель В. В.);
- Приморский отряд и его 3 Добровольческий полк, 4 Омский полк;
- Ижевско-Воткинская бригада (полковник Ефимов А. Г.) с её Ижевским полком, Воткинским полком, 1 Добровольческим полком (полковник Черкес), Красно-уфимским эскадроном;
- Поволжская бригада (генерал-майор Сахаров Н. И.) с её 1 Волжским полком (полковник фон Вах), 4 Уфимским полком (полковник Сидамонидзе Г. К.), 8 Камским полком, 1 Кавалерийским полком, Сибирским казачьим полком, Иманской сотней Уссурийских казаков (войсковой старшина Ширяев).
- 2 Стрелковый корпус (около 3000) генерал-майора И. С. Смолина; и его части бывшей Гродековской («семёновской») группы войск:
- Отдельная стрелковая бригада и её 1 пластунский полк (Конвойный и Маньчжурский дивизионы), 2 пластунский полк (Камский и Уссурийский дивизионы).
- Отдельная Сводно-конная бригада.

В последнем бою под Волочаевкой 5-12 февраля 1922 года Белоповстанческая армия имела в своём составе:
- Группу (отряд) полковника Аргунова (2300 штыков и сабель);
- Группу (отряд) полковника Ширяева (900 штыков и сабель);
- Группу (отряд) генерала Вишневского (500 штыков и сабель);
- Группу (отряд) генерала И. Н. Никитина (500 штыков и сабель).
- Всего — около 5000 штыков и сабель.

## Боевой путь армии: Хабаровский поход

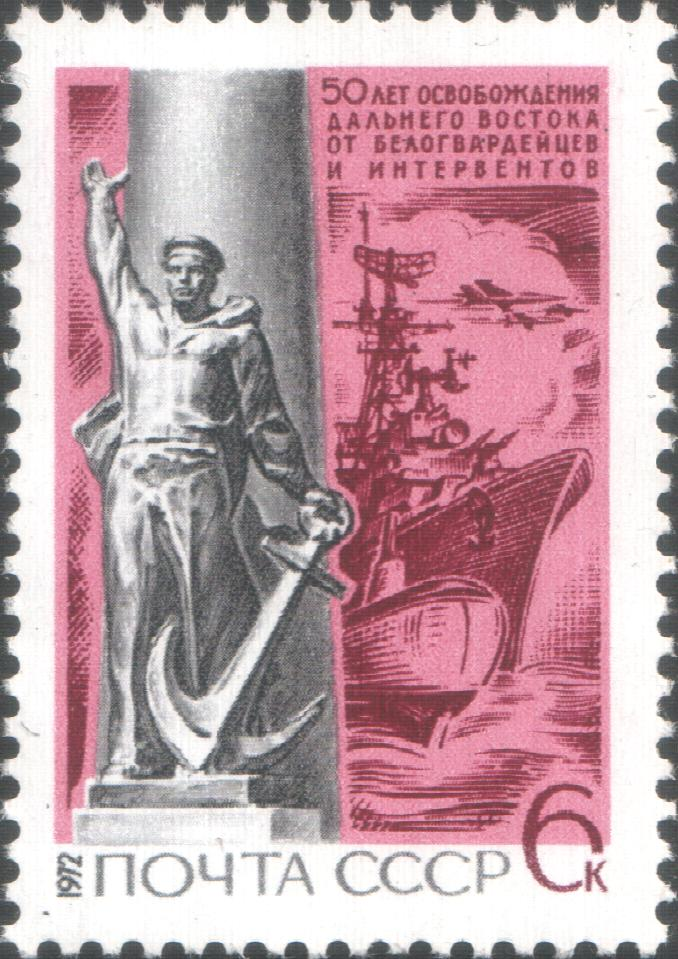
Почтовая марка СССР, 1972 год. 50 лет освобождения Дальнего Востока от белогвардейцев и интервентов

В 1921 году Белоповстанческая армия вела активные боевые действия Южном Приморье и Приамурье. В ноябре 1921 года белогвардейцы приступили к зачистке подконтрольных Приамурскому государственному образованию территорий от партизанских отрядов. В историографии данную операцию принято называть Хабаровским походом Белоповстанческой армии. В период с ноября по декабрь белогвардейцами были захвачены Амгинск и Хабаровск. Достигнутые отрядами генералов Смолина и Сахарова успехи встревожили руководство ДВР и уже к началу 1922 года в районе Хабаровска под начальством Блюхера была сосредоточена крупная группировка красных, которая уже в январе начала наступление и отбросила белых. Для войск белоповстанцев возникла реальная угроза окружения в суровых зимних условиях. В сложившейся ситуации генерал Молчанов принимает непростое решение оставить Хабаровск и отвести войска к Владивостоку. Таким образом, взяв Хабаровск, но не сумев поднять народные массы на восстание, генерал под натиском НРА ДВР отвёл большую часть войск в Приморье, где имелись значительные силы японских оккупационных войск. Однако, после сокрушительного поражения Белоповстанческой армии под Волочаевкой (безвозвратные потери белоповстанцев превысили 1000 человек), нанесённого Восточным фронтом Красной армии под командованием Блюхера, уже к февралю 1922 года будет полностью занят Красной армией. Наиболее тяжёлые бои, в которых участвовала Белоповстанческая армия, состоялись под Ольгохтой и Ином в декабре 1921 года: Волжский и Камский полки потеряли до 85 % личного состава, в строю из 470 бойцов оставалось от 60 до 80 человек. Основными причинами неудачи действий белоповставцев, согласно выводам Б. Б. Филимонова, явилялась несогласованность действий частей белоповстанцев под ст. Ин, что позволило красным разбить по частям наступающих. Отсутствие координации было вызвано тем, что командующий войсками ген.майор В. М. Молчанов находился вдали от фронта, в городе Хабаровске и не мог руководить на месте всеми силами. Указывается также, что от Временного Приамурского Правительства были получены указания прекратить наступление на Благовещенск и ограничиться обороной Хабаровска. Перевес сил красных был также вызван несогласованными действиями белоповстанцев с наступлением на ДВР со стороны Монголии войск барона Унгерна. По задумке Атамана Семенова, наступление на ДВР должно было начаться летом 1921 года с двух сторон. Внутренние противоречия внутри Белой армии в Приморье, борьба, иногда доходившая до вооруженного противостояния между «каппелевцами» и «семеновцами», между Правительством Меркуловых и Атаманом Семеновым, отодвинуло начало Хабаровского похода с лета 1921 года на зиму 1921/1922. В результат войска НРА сначала разбили барона Унгерна, а затем оперативно перебросили по железной дороге части на борьбу с белоповстанцами.

## Переформирование и дальнейшая судьба

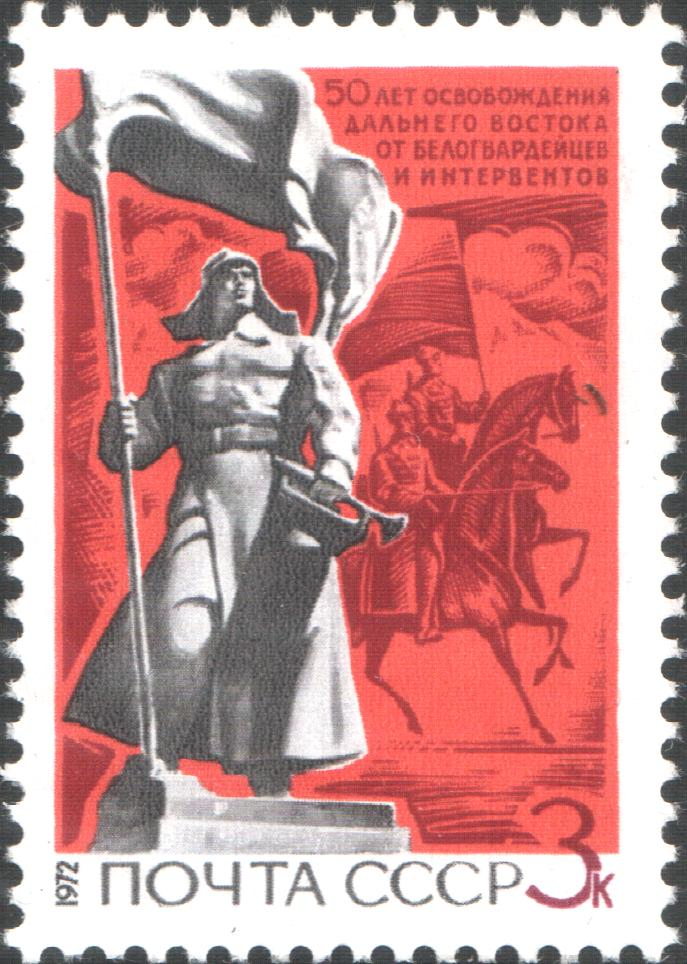
Почтовая марка СССР, 1972 год. 50 лет освобождения Дальнего Востока от белогвардейцев и интервентов

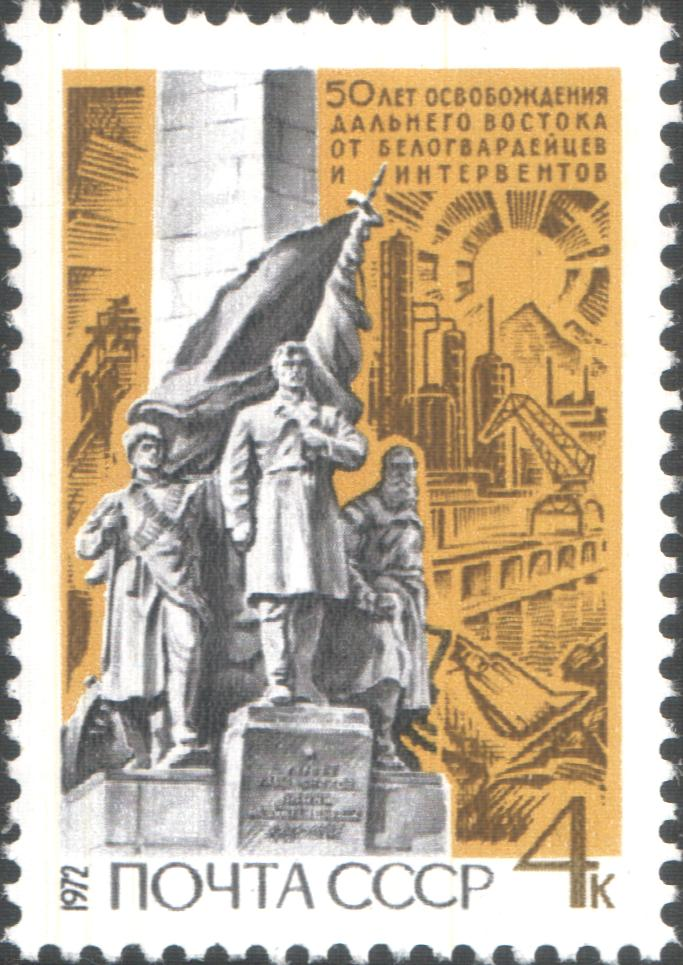
Почтовая марка СССР, 1972 год. 50 лет освобождения Дальнего Востока от белогвардейцев и интервентов

К началу весны 1922 года положение белогвардейцев и японских интервентов на Дальнем Востоке стало критическим. Белые оказались на грани тотального разгрома, и лишь продолжающаяся поддержка с японской стороны задерживала их окончательное уничтожение. После целого ряда поражений Белоповстанческой армии и резкого обострения политической обстановки в Приморье, а также идеологических разногласий между бывшими «каппелевцами» и «семёновцами», первые потребовали созыва «Народного собрания». Чтобы избежать кровопролития и вооружённых столкновений, политическая и военная элита оккупационных войск интервентов приняла решение созвать 7 июля 1922 года во Владивостоке «Земский Собор», результатом работы которого явилось создание «Приамурского Земского правительства» во главе с генералом Дитерихсом, который одновременно был назначен Главнокомандующим Приморским Народным ополчением, получившим название — «Зе́мская рать» в ранге «Земского Воеводы». Уже в начале июля части Белоповстанческой армии во главе с генералом Молчановым были перегруппированы в так называемую «Поволжскую группу» и, войдя в состав «Земской рати», продолжили вооружённое сопротивление войскам Дальневосточной республики и частям Рабоче-крестьянской Красной армии. 3 сентября 1922 года японские войска покинули зоны эвакуации, и «Земская рать» осталась без иностранной поддержки. Шокированный действиями японцев, Дитерихс назначил на 4 сентября начало своего последнего похода против НРА ДВР. К концу октября 1922 года после провальных боёв на реке Уссури и у Халкидона Михаил Константинович Дитерихс заявил, что дальнейшее сопротивление считается невозможным. 17 октября воевода отдал приказ об отступлении и подготовке к эвакуации. 25 октября Приамурский земский край, а с ним и «Земская рать» прекратили своё существование.

## Критика
- Анастасия Яланская, журналист «Парламентской газеты», в статье «97 лет назад завершилась Гражданская война» пишет, что разгром Белоповстанческой армии в районе Никольск-Уссурийского частями Народно-революционной армии Дальневосточной республики стал последним сражением Гражданской войны, которое предопределило крах Белого движения в России[6].
- Олег Котов, журналист издания «Город на Бире», со ссылкой на сотрудников Краеведческого музея ЕАО, пишет, что на самом деле в Волочаевском сражении, в советской историографии описываемом как великая победа красноармейцев, потери Белоповстанческой армии были ниже, чем у НРА ДВР. Вооружения и личного состава у красноармейцев также было больше, чем у белоповстанцев, а отступление «молчановцев» было, скорее, тактическим и было грамотно организовано. Также Котов утверждает, что информация о нахождении в районе боестолкновений японских оккупационных войск не подтверждается[7].
- В феврале 2019 года в рамках памятных мероприятий, приуроченных к годовщине Волочаевского сражения, руководители региональных отделений КПРФ Хабаровского края, Приморского края и Еврейской автономной области заявили: «Волочаевская битва стала важнейшим событием, повлиявшим на всю дальнейшую историю нашей страны и всего человечества». Именно победа над Белоповстанческой армией, по словам членов коммунистической партии, и позволила создать СССР[8].

## В культуре
- Подробно о Белоповстанческой армии рассказывается в автобиографической книге Викторина Михайловича Молчанова «Последний белый генерал»[9]. В основе литературного сборника интервью генерала Молчанова данное Б. Рэймонду, сотруднику библиотеки Калифорнийского университета в Беркли в 1970 году. В сборник также вошли статьи из серии «Борьба на Востоке России и в Сибири», впервые опубликованные в 1974 году.
- Викторин Молчанов и его Белоповстанческая армия присутствуют в последней серии 16-серийном телевизионном художественном фильме Сергея Урсуляка «Исаев». Именно он отклонил ультиматум Блюхера и продолжал борьбу с Красными до последнего. Роль Молчанова исполняет Александр Шалвович Пороховщиков.
- Белоповстанческая армия упоминается в российском 6-серийном документальном фильме Никиты Михалкова «Русские без России»[10].
- О Белоповстанческой армии подробно рассказывается в книге Бориса Борисовича Филимонова «Белоповстанцы»[11].
- Хабаровский поход Белоповстанческой армии затрагивается в книге Светланы Николаевны Бакониной «Церковная жизнь русской эмиграции на Дальнем Востоке в 1920—1931 гг.»[12].